# Johann Niemann
Johann Niemann (Völlen, 4 agosto 1913 – Sobibór, 14 ottobre 1943) è stato un militare tedesco, noto per essere stato uno dei vice comandanti del campo di sterminio di Sobibór.

## Biografia
Niemann nacque nel 1913 a Völlen, frazione del comune tedesco di Westoverledingen. Nel 1931 aderì al Partito Nazionalsocialista dei Lavoratori Tedeschi (NSDAP) con la tessera numero 753.836, mentre tre anni dopo divenne membro delle SS, ottenendo la tessera numero 270.600. Venne assegnato all'Aktion Reinhardt, ovvero al progetto di sterminio degli ebrei in Polonia, e venne inviato inizialmente al campo di sterminio di Bełżec e poi a quello di Sobibór, dove ricoprì la carica di vice comandante in modo saltuario nel corso del 1942 e poi in modo permanente a partire dai primi mesi del 1943. Dopo la visita di Heinrich Himmler del 12 febbraio 1943, Niemann venne promosso al grado di SS-Untersturmführer (prima ricopriva quello di SS-Oberscharführer).
Niemann venne ucciso durante la famosa rivolta di Sobibór del 14 ottobre 1943 dal prigioniero di guerra bielorusso Alexander Shubayev, di origini ebree, che lo colpì alla testa con un'ascia mentre si trovava all'interno della sartoria del campo.

## Nella cultura di massa
Johann Niemann è stato interpretato da Henry Stolow nel film per la televisione del 1987 Fuga da Sobibor.